# Мойо, Генри
Генри Мойо (англ. Henry Moyo; род. 8 октября 1972) — малавийский легкоатлет, специалист по бегу на длинные дистанции и марафону. Выступал на профессиональном уровне в 1996—2014 годах, победитель и призёр ряда крупных международных стартов на шоссе, участник летних Олимпийских игр в Атланте.

## Биография
Генри Мойо родился 8 октября 1972 года (по другим источникам дата рождения — 8 февраля 1972 года).
Впервые заявил о себе в лёгкой атлетике на международном уровне в сезоне 1996 года, когда вошёл в состав малавийской сборной и выступил на чемпионате мира по кроссу в Стелленбосе, где занял 108-е место в личном зачёте и 22-е место в командном. Благодаря череде успешных выступлений удостоился права защищать честь страны на летних Олимпийских играх в Атланте — на предварительном квалификационном этапе программы бега на 5000 метров установил свой личный рекорд 14:30.53, но этого оказалось недостаточно для выхода в полуфинальную стадию соревнований.
В 2002 году с личным рекордом 2:18:05 занял 14-е место на Сеульском международном марафоне.
В 2003 году бежал марафон на Всеафриканских играх в Абудже, с результатом 2:32:06 пришёл к финишу шестым.
В 2005 году был дисквалифицирован на марафоне в Куала-Лумпуре, финишировал девятым на марафоне в Соуэто (2:22:22).
В 2006 году занял 40-е место на Мумбайском марафоне (2:33:07).
В 2007 году с личным рекордом 1:07:15 стал третьим на домашнем полумарафоне в Лилонгве.
В 2008 году показал 15-й результат на Остинском марафоне (2:35:43).
Неоднократно принимал участие в сверхмарафоне «Два океана» в Кейптауне. Завершил спортивную карьеру по окончании сезона 2014 года.